# Großer Preis von Großbritannien 1980
Der Große Preis von Großbritannien 1980 (offiziell XXXIII Marlboro British Grand Prix) fand am 13. Juli auf dem Brands Hatch Circuit in Fawkham statt und war das achte Rennen der Automobil-Weltmeisterschaft 1980.

## Berichte

### Hintergrund
Das finanziell angeschlagene Shadow-Team trat nicht mehr an. Stattdessen wurde das Teilnehmerfeld für den Britischen Grand Prix durch einen Wagen des Privatteams RAM Racing aufgestockt, das erstmals seit dem Großen Preis der Niederlande 1977 wieder antrat. Es kam ein Williams FW07 zum Einsatz, der von Rupert Keegan pilotiert wurde. Ein weiteres Kundenfahrzeug dieses Typs meldete das erstmals antretende Privatteam Brands Hatch Racing für die Grand-Prix-Debütantin Desiré Wilson, die wenige Wochen zuvor an gleicher Stelle ein Rennen zur Aurora-AFX-Serie gewonnen hatte.
Bei Brabham wurde Ricardo Zunino durch Héctor Rebaque ersetzt, der somit nach zwei Saisons mit seinem eigenen Privatteam erstmals wieder für ein Werksteam an den Start gehen durfte.
Das Fittipaldi-Team brachte ein erstes Exemplar des neuen Modells F8 mit an die Rennstrecke, welches von Teamchef Emerson Fittipaldi pilotiert wurde, während Keke Rosberg weiterhin den herkömmlichen F7 steuerte.
Nach dem Großen Preis von Frankreich führte Alan Jones in der Fahrerwertung mit drei Punkten vor Nelson Piquet und mit fünf Punkten vor René Arnoux und Didier Pironi. In der Konstrukteurswertung führte Williams-Ford mit fünf Punkten vor Ligier-Ford und mit 19 Punkten vor Brabham-Ford.

### Training
Die beiden Ligier-Stammfahrer Pironi und Jacques Laffite qualifizierten sich für die erste Startreihe vor den beiden Williams-Piloten Jones und Carlos Reutemann. Piquet teilte sich die dritte Reihe mit Bruno Giacomelli.
Für die Teams Renault und Ferrari verlief das Training erneut unbefriedigend. Die Startplätze 13 und 16 beziehungsweise 19 und 23 wurden zum Teil auf Probleme mit den Michelin-Reifen zurückgeführt, die die beiden Teams nach wie vor exklusiv einsetzten.

### Rennen
Während die ersten drei Piloten der Startaufstellung ihre Positionen in der ersten Kurve verteidigen konnten, verlor Reutemann seinen vierten Platz an Piquet. Die Reihenfolge der ersten sieben änderte sich daraufhin erst wieder in der 17. Runde, als Giacomelli die Box ansteuerte, um neue Reifen montieren zu lassen, wodurch er seinen siebten Platz an Derek Daly abgeben musste.
In Runde 19 musste Pironi aufgrund eines Reifenschadens verlangsamen und ebenfalls die Box aufsuchen. Nach einem lange andauernden Boxenstopp kehrte er als Letztplatzierter auf die Strecke zurück und startete eine bemerkenswerte Aufholjagd, die ihn bis zum 54. Umlauf wieder bis auf den fünften Rang nach vorn brachte.
Als Laffite in Runde 31 ebenfalls infolge eines Reifenschadens verunfallte, übernahm Jones die Spitzenposition mit komfortablem Vorsprung vor Piquet, Reutemann und Daly. In der 64. Runde wurde der Fünftplatzierte Pironi erneut Opfer eines Reifenschadens. Die Anzahl von drei Reifenschäden bei Ligier innerhalb nur eines Rennens wurde zum Anlass für genauere Untersuchungen genommen. Später stellte sich heraus, dass Materialschäden an den Felgen die Ursache waren.
Jones gewann vor Piquet, Reutemann und Daly. Den fünften Platz sicherte sich Jean-Pierre Jarier vor Alain Prost.

## Meldeliste
| Team                                | Nr. | Fahrer                | Chassis        | Motor                    | Reifen |
| ----------------------------------- | --- | --------------------- | -------------- | ------------------------ | ------ |
| Scuderia Ferrari SpA SEFAC          | 01  | Jody Scheckter        | Ferrari 312T5  | Ferrari 015 3.0 F12      | M      |
| Scuderia Ferrari SpA SEFAC          | 02  | Gilles Villeneuve     | Ferrari 312T5  | Ferrari 015 3.0 F12      | M      |
| Candy Tyrrell Team                  | 03  | Jean-Pierre Jarier    | Tyrrell 010    | Ford Cosworth DFV 3.0 V8 | G      |
| Candy Tyrrell Team                  | 04  | Derek Daly            | Tyrrell 010    | Ford Cosworth DFV 3.0 V8 | G      |
| Parmalat Racing Team                | 05  | Nelson Piquet         | Brabham BT49   | Ford Cosworth DFV 3.0 V8 | G      |
| Parmalat Racing Team                | 06  | Héctor Rebaque        | Brabham BT49   | Ford Cosworth DFV 3.0 V8 | G      |
| Marlboro Team McLaren               | 07  | John Watson           | McLaren M29B   | Ford Cosworth DFV 3.0 V8 | G      |
| Marlboro Team McLaren               | 08  | Alain Prost           | McLaren M29B   | Ford Cosworth DFV 3.0 V8 | G      |
| Team ATS                            | 09  | Marc Surer            | ATS D4         | Ford Cosworth DFV 3.0 V8 | G      |
| Team Essex Lotus                    | 11  | Mario Andretti        | Lotus 81       | Ford Cosworth DFV 3.0 V8 | G      |
| Team Essex Lotus                    | 12  | Elio de Angelis       | Lotus 81       | Ford Cosworth DFV 3.0 V8 | G      |
| Unipart Racing Team                 | 14  | Jan Lammers           | Ensign N180    | Ford Cosworth DFV 3.0 V8 | G      |
| Équipe Renault Elf                  | 15  | Jean-Pierre Jabouille | Renault RE20   | Renault EF1 1.5 V6t      | M      |
| Équipe Renault Elf                  | 16  | René Arnoux           | Renault RE20   | Renault EF1 1.5 V6t      | M      |
| Skol Fittipaldi Team                | 20  | Emerson Fittipaldi    | Fittipaldi F8  | Ford Cosworth DFV 3.0 V8 | G      |
| Skol Fittipaldi Team                | 21  | Keke Rosberg          | Fittipaldi F7  | Ford Cosworth DFV 3.0 V8 | G      |
| Marlboro Team Alfa Romeo            | 22  | Patrick Depailler     | Alfa Romeo 179 | Alfa Romeo 1260 3.0 V12  | G      |
| Marlboro Team Alfa Romeo            | 23  | Bruno Giacomelli      | Alfa Romeo 179 | Alfa Romeo 1260 3.0 V12  | G      |
| Équipe Ligier Gitanes               | 25  | Didier Pironi         | Ligier JS11/15 | Ford Cosworth DFV 3.0 V8 | G      |
| Équipe Ligier Gitanes               | 26  | Jacques Laffite       | Ligier JS11/15 | Ford Cosworth DFV 3.0 V8 | G      |
| Albilad-Williams Racing Team        | 27  | Alan Jones            | Williams FW07B | Ford Cosworth DFV 3.0 V8 | G      |
| Albilad-Williams Racing Team        | 28  | Carlos Reutemann      | Williams FW07B | Ford Cosworth DFV 3.0 V8 | G      |
| Warsteiner Arrows Racing Team       | 29  | Riccardo Patrese      | Arrows A3      | Ford Cosworth DFV 3.0 V8 | G      |
| Warsteiner Arrows Racing Team       | 30  | Jochen Mass           | Arrows A3      | Ford Cosworth DFV 3.0 V8 | G      |
| Osella Squadra Corse                | 31  | Eddie Cheever         | Osella FA1     | Ford Cosworth DFV 3.0 V8 | G      |
| Brands Hatch Racing                 | 43  | Desiré Wilson         | Williams FW07  | Ford Cosworth DFV 3.0 V8 | G      |
| RAM/Williams Grand Prix Engineering | 50  | Rupert Keegan         | Williams FW07  | Ford Cosworth DFV 3.0 V8 | G      |

## Klassifikationen

### Qualifying
| Pos. | Fahrer                | Konstrukteur    | Qualifikationstraining 1 | Qualifikationstraining 1 | Qualifikationstraining 2 | Qualifikationstraining 2 | Start |
| Pos. | Fahrer                | Konstrukteur    | Zeit                     | Ø-Geschwindigkeit        | Zeit                     | Ø-Geschwindigkeit        | Start |
| ---- | --------------------- | --------------- | ------------------------ | ------------------------ | ------------------------ | ------------------------ | ----- |
| 01   | Didier Pironi         | Ligier-Ford     | 1:11,004                 | 213,301 km/h             | 1:11,017                 | 213,262 km/h             | 01    |
| 02   | Jacques Laffite       | Ligier-Ford     | 1:11,749                 | 211,086 km/h             | 1:11,395                 | 212,133 km/h             | 02    |
| 03   | Alan Jones            | Williams-Ford   | 1:11,609                 | 211,499 km/h             | 1:11,630                 | 211,437 km/h             | 03    |
| 04   | Carlos Reutemann      | Williams-Ford   | 1:11,839                 | 210,821 km/h             | 1:11,629                 | 211,440 km/h             | 04    |
| 05   | Nelson Piquet         | Brabham-Ford    | 1:13,089                 | 207,216 km/h             | 1:11,634                 | 211,425 km/h             | 05    |
| 06   | Bruno Giacomelli      | Alfa Romeo      | 1:15,208                 | 201,378 km/h             | 1:12,128                 | 209,977 km/h             | 06    |
| 07   | Alain Prost           | McLaren-Ford    | 1:12,759                 | 208,156 km/h             | 1:12,634                 | 208,514 km/h             | 07    |
| 08   | Patrick Depailler     | Alfa Romeo      | 1:13,189                 | 206,933 km/h             | 1:14,083                 | 204,436 km/h             | 08    |
| 09   | Mario Andretti        | Lotus-Ford      | 1:14,780                 | 202,530 km/h             | 1:13,400                 | 206,338 km/h             | 09    |
| 10   | Derek Daly            | Tyrrell-Ford    | 1:14,011                 | 204,634 km/h             | 1:13,469                 | 206,144 km/h             | 10    |
| 11   | Jean-Pierre Jarier    | Tyrrell-Ford    | 1:14,926                 | 202,135 km/h             | 1:13,666                 | 205,593 km/h             | 11    |
| 12   | John Watson           | McLaren-Ford    | 1:13,717                 | 205,451 km/h             | 1:13,916                 | 204,897 km/h             | 12    |
| 13   | Jean-Pierre Jabouille | Renault         | 1:14,278                 | 203,899 km/h             | 1:13,749                 | 205,361 km/h             | 13    |
| 14   | Elio de Angelis       | Lotus-Ford      | 1:14,617                 | 202,973 km/h             | 1:13,859                 | 205,056 km/h             | 14    |
| 15   | Marc Surer            | ATS-Ford        | 1:14,948                 | 202,076 km/h             | 1:13,953                 | 204,795 km/h             | 15    |
| 16   | René Arnoux           | Renault         | 1:14,170                 | 204,196 km/h             | 1:13,967                 | 204,756 km/h             | 16    |
| 17   | Héctor Rebaque        | Brabham-Ford    | 1:15,307                 | 201,113 km/h             | 1:14,226                 | 204,042 km/h             | 17    |
| 18   | Rupert Keegan         | Williams-Ford   | 1:15,259                 | 201,241 km/h             | 1:14,236                 | 204,014 km/h             | 18    |
| 19   | Gilles Villeneuve     | Ferrari         | 1:14,754                 | 202,601 km/h             | 1:14,296                 | 203,849 km/h             | 19    |
| 20   | Eddie Cheever         | Osella-Ford     | 1:15,233                 | 201,311 km/h             | 1:14,517                 | 203,245 km/h             | 20    |
| 21   | Riccardo Patrese      | Arrows-Ford     | 1:16,942                 | 196,839 km/h             | 1:14,560                 | 203,128 km/h             | 21    |
| 22   | Emerson Fittipaldi    | Fittipaldi-Ford | 6:39,105                 | 37,948 km/h              | 1:14,580                 | 203,073 km/h             | 22    |
| 23   | Jody Scheckter        | Ferrari         | 1:15,370                 | 200,945 km/h             | 1:15,430                 | 200,785 km/h             | 23    |
| 24   | Jochen Mass           | Arrows-Ford     | 1:17,416                 | 195,634 km/h             | 1:15,423                 | 200,803 km/h             | 24    |
| DNQ  | Jan Lammers           | Ensign-Ford     | 1:17,274                 | 195,993 km/h             | 1:15,596                 | 200,344 km/h             | –     |
| DNQ  | Keke Rosberg          | Fittipaldi-Ford | 1:17,198                 | 196,186 km/h             | 1:15,845                 | 199,686 km/h             | –     |
| DNQ  | Desiré Wilson         | Williams-Ford   | 1:17,624                 | 195,110 km/h             | 1:16,315                 | 198,456 km/h             | –     |

### Rennen
| Pos. | Fahrer                | Konstrukteur    | Runden | Stopps | Zeit        | Start | Schnellste Runde |
| ---- | --------------------- | --------------- | ------ | ------ | ----------- | ----- | ---------------- |
| 01   | Alan Jones            | Williams-Ford   | 76     | 0      | 1:34:49,228 | 03    | 1:13,179         |
| 02   | Nelson Piquet         | Brabham-Ford    | 76     | 0      | + 11,007    | 05    | 1:13,375         |
| 03   | Carlos Reutemann      | Williams-Ford   | 76     | 0      | + 13,285    | 04    | 1:13,225         |
| 04   | Derek Daly            | Tyrrell-Ford    | 75     | 0      | + 1 Runde   | 10    | 1:14,348         |
| 05   | Jean-Pierre Jarier    | Tyrrell-Ford    | 75     | 0      | + 1 Runde   | 11    | 1:15,129         |
| 06   | Alain Prost           | McLaren-Ford    | 75     | 1      | + 1 Runde   | 07    | 1:14,118         |
| 07   | Héctor Rebaque        | Brabham-Ford    | 74     | 0      | + 2 Runden  | 17    | 1:15,738         |
| 08   | John Watson           | McLaren-Ford    | 74     | 1      | + 2 Runden  | 12    | 1:15,625         |
| 09   | Riccardo Patrese      | Arrows-Ford     | 73     | 0      | + 3 Runden  | 21    | 1:16,945         |
| 10   | Jody Scheckter        | Ferrari         | 73     | 1      | + 3 Runden  | 23    | 1:15,742         |
| 11   | Rupert Keegan         | Williams-Ford   | 73     | 1      | + 3 Runden  | 18    | 1:16,780         |
| 12   | Emerson Fittipaldi    | Fittipaldi-Ford | 72     | 0      | + 4 Runden  | 22    | 1:17,259         |
| 13   | Jochen Mass           | Arrows-Ford     | 69     | 1      | + 7 Runden  | 24    | 1:17,306         |
| –    | René Arnoux           | Renault         | 67     | 1      | NC          | 16    | 1:15,378         |
| –    | Didier Pironi         | Ligier-Ford     | 63     | 1      | DNF         | 01    | 1:12,368 (54.)   |
| –    | Marc Surer            | ATS-Ford        | 59     | 0      | DNF         | 15    | 1:15,661         |
| –    | Mario Andretti        | Lotus-Ford      | 57     | 0      | DNF         | 09    | 1:15,218         |
| –    | Bruno Giacomelli      | Alfa Romeo      | 42     | 1      | DNF         | 06    | 1:15,058         |
| –    | Gilles Villeneuve     | Ferrari         | 35     | 2      | DNF         | 19    | 1:15,837         |
| –    | Jacques Laffite       | Ligier-Ford     | 30     | 0      | DNF         | 02    | 1:14,067         |
| –    | Patrick Depailler     | Alfa Romeo      | 27     | 1      | DNF         | 08    | 1:15,786         |
| –    | Eddie Cheever         | Osella-Ford     | 17     | 1      | DNF         | 20    | 1:19,136         |
| –    | Elio de Angelis       | Lotus-Ford      | 16     | 1      | DNF         | 14    | 1:17,318         |
| –    | Jean-Pierre Jabouille | Renault         | 6      | 0      | DNF         | 13    | 1:17,225         |

## WM-Stände nach dem Rennen
Die ersten sechs des Rennens bekamen 9, 6, 4, 3, 2 bzw. 1 Punkt(e). Es zählten nur die besten fünf Ergebnisse aus den ersten sieben Rennen und die besten fünf Ergebnisse aus den letzten sieben Rennen. In der Konstrukteurswertung wurden alle Resultate gewertet.

### Fahrerwertung
| Pos. | Fahrer             | Konstrukteur    | Punkte |
| ---- | ------------------ | --------------- | ------ |
| 01   | Alan Jones         | Williams-Ford   | 37     |
| 02   | Nelson Piquet      | Brabham-Ford    | 31     |
| 03   | René Arnoux        | Renault         | 23     |
| 04   | Didier Pironi      | Ligier-Ford     | 23     |
| 05   | Carlos Reutemann   | Williams-Ford   | 20     |
| 06   | Jacques Laffite    | Ligier-Ford     | 16     |
| 07   | Riccardo Patrese   | Arrows-Ford     | 7      |
| 08   | Elio de Angelis    | Lotus-Ford      | 6      |
| 09   | Derek Daly         | Tyrrell-Ford    | 6      |
| 10   | Emerson Fittipaldi | Fittipaldi-Ford | 5      |
| 11   | Keke Rosberg       | Fittipaldi-Ford | 4      |
| 12   | Jochen Mass        | Arrows-Ford     | 4      |
| 13   | Jean-Pierre Jarier | Tyrrell-Ford    | 4      |
| 14   | Alain Prost        | McLaren-Ford    | 4      |
| 15   | John Watson        | McLaren-Ford    | 3      |

| Pos. | Fahrer                | Konstrukteur  | Punkte |
| ---- | --------------------- | ------------- | ------ |
| 16   | Gilles Villeneuve     | Ferrari       | 3      |
| 17   | Bruno Giacomelli      | Alfa Romeo    | 2      |
| 18   | Jody Scheckter        | Ferrari       | 2      |
| 19   | Ricardo Zunino        | Brabham-Ford  | 0      |
| 20   | Mario Andretti        | Lotus-Ford    | 0      |
| 21   | Marc Surer            | ATS-Ford      | 0      |
| 22   | Héctor Rebaque        | Brabham-Ford  | 0      |
| 23   | Clay Regazzoni        | Ensign-Ford   | 0      |
| 24   | Rupert Keegan         | Williams-Ford | 0      |
| 25   | Jean-Pierre Jabouille | Renault       | 0      |
| 26   | Jan Lammers           | ATS-Ford      | 0      |
| 27   | Geoff Lees            | Shadow-Ford   | 0      |
| –    | Patrick Depailler     | Alfa Romeo    | 0      |
| –    | Eddie Cheever         | Osella-Ford   | 0      |
| –    | Tiff Needell          | Ensign-Ford   | 0      |

### Konstrukteurswertung
| Pos. | Konstrukteur    | Punkte |
| ---- | --------------- | ------ |
| 01   | Williams-Ford   | 57     |
| 02   | Ligier-Ford     | 39     |
| 03   | Brabham-Ford    | 31     |
| 04   | Renault         | 23     |
| 05   | Arrows-Ford     | 11     |
| 06   | Tyrrell-Ford    | 10     |
| 07   | Fittipaldi-Ford | 9      |
| 08   | McLaren-Ford    | 7      |

| Pos. | Konstrukteur | Punkte |
| ---- | ------------ | ------ |
| 09   | Lotus-Ford   | 6      |
| 10   | Ferrari      | 5      |
| 11   | Alfa Romeo   | 2      |
| 12   | ATS-Ford     | 0      |
| 13   | Ensign-Ford  | 0      |
| 13   | Shadow-Ford  | 0      |
| –    | Osella-Ford  | 0      |